# Волынкин, Виктор Иосифович
Ви́ктор Ио́сифович Волы́нкин (12 [24] октября 1891, Долгинцево, Херсонская губерния — 28 мая 1953, Ленинград) — российский радиотехник, стоявший у истоков радиоэлектронной промышленности России, педагог высшей школы в Санкт-Петербурге, создатель электромузыкального инструмента — виолены (1922).

## Биография
Родился 12 (24) октября 1891 года (по другим данным 25 октября) в посёлке станции Долгинцево (ныне в черте города Кривой Рог). Его отец, родом из Тамбовской губернии, работал рабочим по ремонту железнодорожных путей, затем — дорожным мастером. Мать, Павла Парфацкая, была родом из Херсонского уезда, из семьи польского шляхтича, лишённого дворянства за участие в восстании 1830—1831 годов.
В 1909 году окончил Первое коммерческое училище в Екатеринославе со званием кандидата коммерции с золотой медалью и в том же году поступил в Петербургский политехнический институт на электромеханическое отделение, которое окончил в 1916 году.

### Начало карьеры
Участь в институте, в феврале 1915 года устроился работать на отделение осветительных электроламп «Светлана» АО «Я. М. Айваз» на должность заведующего вакуумными, обжигательными и фотометрическими цехами. В июле 1915 года был назначен помощником управляющего этого завода.
В ноябре 1915 года был приглашён Радиотелеграфным депо Морского ведомства на должность помощника начальника лаборатории с заданием постановки опытов по изучению и производству электронных ламп. Это стало для студента Волынкина одним из определяющих фактором в формировании его научных интересов для дальнейших самостоятельных исследований.
Темой диплома первой научной работы избрал один из наиболее сложных вопросов теоретической электротехники — расчёт переходных процессов в нелинейных цепях, находящихся под воздействием, электродвижущей силы произвольной формы. И сейчас этот вопрос не получил достаточно полного и пригодного для всех практических случаев решения. В то время, когда Волынкин поставил себе одну из частных задач этой общей проблемы, был известен только один метод определения переходных процессов, заключающийся в составлении системы дифференциальных уравнений и нахождения её решения. В приложении к нелинейной цепи этот метод обычно приводит либо к совсем неразрешимым дифференциальным уравнениям, либо к таким, решение которых возможно только в некоторых случаях.
Для решения поставленной задачи — определения пика тока при включении ненагруженного трансформатора, Волынкин разработал оригинальный графоаналитический метод. В его основу было положена замена определённого интеграла приближенной суммой. В результате удалось решить поставленную задачу при помощи нескольких простых графических построений. В последующие годы, несмотря на то, что вопрос о методике расчётов переходных процессов находился в центре внимания инженеров и учёных, занимавшихся разработкой теоретической электротехники, открытый Волынкиным графоаналитический метод расчёта был забыт.
В 1916 году Волынкин защитил дипломную работу на тему «Расчёт переходных процессов в нелинейных цепях, находившихся под воздействием э. д. с. произвольной формы».
После защиты дипломной работы, Волынкин 24 февраля 1916 года получил диплом Петроградского Политехнического Института Императора Петра Великого, который удостоверял его в «звании инженера-электрика с правом на производство в чин X класса при определении на государственную службу на штатную должность техника». Волынкин В. И. уже в звании инженера-электрика продолжил работать в должности помощника начальника лаборатории Радиотелеграфного Депо Морского ведомства. На заводе было налажено изготовление ламповых радиостанций для Российского флота.
После Февральской буржуазно-демократической революции Временное правительство 1 июня 1917 года принимает решение о подчинении Радиотелеграфного Депо Морского ведомства Совету управления делами заводов Морского ведомства.
После Октябрьской революции 1917 года В. И. Волынкин не уехал в эмиграцию и остался в России. Он организовал мелкосерийное производство триодов Р-5 («Реле, разработка № 5») с горизонтальным расположением электродов, цилиндрическим анодом и вольфрамовым катодом прямого накала. Средний коэффициент усиления лампы Р-5 равнялся 9, а внутреннее сопротивление 24 кОм. Габариты лампы составляли: диаметр 40 мм, а высота 100 мм.

### Расцвет карьеры
В 1918 году в Москву уезжает профессор М. В. Шулейкин и руководителем научно-исследовательской лаборатории Радиотелеграфного Депо становится В. И. Волынкин. В этой должности он проработал до конца 1924 года.
19 марта 1919 года завод перешёл в ведение Объединения государственных электротехнических предприятий слабого тока, а в 1922 году его переименовали в «Петроградский Радиотелеграфный завод имени Коминтерна».
В 1923 году В. И. Волынкин создал первый промышленный образец советской электронной лампы ЛЭ1, который демонстрировался на Первой Всесоюзной сельскохозяйственной выставке в Москве.
Первые советские лампы типа ЛЭ1, производились в 1923—1924 годах на радиозаводе имени Коминтерна под руководством В. И. Волынкина. По своим параметрам лампа ЛЭ1 была близка к французской лампе типа R-5 и имела коэффициент усиления 9, а внутреннее сопротивление 30 кОм. Этот приёмно-усилительный триод имел вольфрамовый катод и никелевый анод. Напряжение накала составляло 4 В, напряжение анода 80 В. Цоколь лампы 4-штырьковый, латунный. Последняя партия этих электронных ламп была сдана заводом 9 августа 1924 года. Дальнейшее производство вакуумных триодов ЛЭ1 было прекращено из-за того, что вакуумное оборудование пришло в негодность при наводнении 24 сентября 1924 года.
На радиозаводе работала небольшая группа известных специалистов в области радиотехники: М. В. Шулейкин, А. А. Петровский, Н. Н. Циклинский, И. Г. Фрейман, В. А. Гуров, В. П. Вологдин, брат В. И. Волынкина — Н. И. Волынкин и B. И. Полонский. Обозревая деятельность этой небольшой группы ученых, поражаешься, как много они успели сделать в тогдашних тяжелых условиях после Гражданской войны. Большинство фабрик и заводов стояло, рудники и шахты были разрушены — затоплены. Они сумели подготовить плеяду отечественных ученых и инженеров, которые создали нашу современную радиотехнику.
Будучи начальником радиолаборатории завода, Волынкин занимался не только разработкой новых образцов ламп и производственной оснастки для них, но и изучением процессов, происходящих в радиолампах.

### Изобретение электромузыкального инструмента «Виолена»
В ноябре 1920 года на заседании кружка механиков имени профессора Кирпичёва физик Л. С. Термен дал свой первый концерт на изобретённом им терменвоксе. Изобретение терменвокса привело к рождению электромузыки как области музыкального искусства.
В 1922 г. был изобретён первый грифовый электромузыкальный инструмент под названием «виолена». Изобретателями виолены были инженеры Радиотелеграфного завода В. А. Гуров и В. И. Волынкин. Авторы этого изобретения получили патент на «Устройство для управления высотой тона, получаемого в электромузыкальном катодном приборе» (СССР патент № 1891).
В виолене для управления высотой звука был применен гриф-реостат. На этом инструменте, в отличие от терменвокса, можно было получать плавные переходы от звука к звуку (игра способом «легато») без скольжения частоты («глиссандо»). Кроме того, на виолене удалось добиться более точного управления мелодией, играть пассажи, неисполнимые на терменвоксе.
Виолена наряду с достоинствами, имела и свои недостатки, например, щелчки при игре легато и более грубое вибрато. В схеме виолены основную роль играл релаксационный генератор на газоразрядной лампе. Для управления частотой этого генератора применялась электронная лампа, которая представляла собой переменное сопротивление. Величина этого сопротивления зависела от напряжения на сетке, которое изменялось с помощью реостатного грифа. Большое количество гармоник, содержащихся в выходном напряжении этого генератора, обеспечило эффективную работу резонансных контуров, управляющих тембром.
После виолены появилась целая плеяда новых конструкций грифовых электромузыкальных инструментов со своими особенностями («Эмиритон» (1932), «Экводин» А. Володина, «Сонар» А. Ананьева) (1935), которые по принципу действия их генераторной основы были сходны с виоленой.
В 1927 году В. А. Гуров и В. И. Волынкин, при участии композитора Л. М. Варвича, изготовили новый вариант виолены, который назывался «неовиолена». Этот электромузыкальный инструмент представляла собой монофоническую скрипку или единогласный инструмент с грифом свободной интонации диапазоном три октавы с квинтой. С помощью переключателя этот диапазон устанавливался в регистре или виолончели, или скрипки. Динамические изменения достигались с помощью педали непрерывного действия.
На тот период времени это был наиболее совершенный электроинструмент, который был лишен многих недостатков своих предшественников, хотя и был построен по такому же принципу, с грифом-линейкой. Неовиолена давала приятный и сочный звук, напоминающий, в зависимости от настройки, некоторые оркестровые инструменты и обладала богатыми музыкальными нюансами и тембрами. В 1937 году неовиолена была продемонстрирована в США.
В 1938 году в Москве в клубе завода им. Авиахима состоялся концерт электромузыки, на котором неовиолена показала хорошие музыкальные свойства. Вначале исполнитель сыграл «Этюд» Шопена в обработке для виолончели, показав звучание низких частот. Затем он продемонстрировал высокие частоты, исполнив написанный для скрипки «Менуэт» Крейслера.
Путем подбора соответствующих частот артист изобразил на инструменте дуэт гобоя и фагота, причем сходство с этими инструментами было почти совершенным. С большим мастерством музыкант исполнил на «неовиолене» ариозо Абеесалома из оперы Палиашвили «Абессалом и Этери», причём в этом случае инструмент напоминал чуть приглушенный баритон. Исполнением «Полета шмеля» Римского-Корсакова было показано также мастерство виртуозной игры, а «Паванной» Равеля — спокойная напевность мелодии.
Игра на адаптеризованной гитаре также произвела большое впечатление на слушателей, хотя звучание и не было лишено некоторой, иногда едва уловимой, дозы искажений. Адаптер, кроме того, правдиво «регистрировал» и такие совсем не обязательные для слушателей детали игры, как царапание пальцев по струнам или шорохи от движения руки по грифу.

### Научные исследования в ЦРЛ
В 1924 году Радиотелеграфный завод им. Коминтерна был присоединен к Государственному электротехническому тресту слабых токов. В Центральную радиолабораторию (ЦРЛ) треста перешёл Волынкин В. И. вместе с Н. Н. Циклинским и В. А. Гуровым.
В декабре 1924 года Волынкин уходит с Радиозавода и переходит в Особое техническое бюро на должность инженера, после этого он работает старшим инженером ЦРЛ, а затем становится научным руководителем отдела этой радиолаборатории.
Волынкин, одновременно с научными исследованиями по основной работе, занимался по совместительству и преподавательской деятельностью в Ленинградском электротехническом институте им. Ульянова (Ленина) (ЛЭТИ) вплоть до начала Великой Отечественной войны. Инициатором приглашения В. И. Волынкина в ЛЭТИ стал известный его профессор И. Г. Фрейман ещё в 1920 году.
Особый научный интерес Волынкин, в эти годы, привлекает вопрос о конструировании электронной лампы с заданной формой зависимости анодного тока от подводимого к её сетке напряжения.
В первой половине 1923 года, он попытался решить эту задачу, используя переменное расстояния между электродами и переменную густоту сетки (СССР патент № 1742). Как известно, лампы последнего типа получили в настоящее время широкое распространение под названием ламп с переменной крутизной. Однако, Виктор Иосифович Волынкин был не удовлетворён полученными результатами, так как они не давали возможности получить характеристику любой заданной формы. Поэтому, он решил изучить возможность получения заданной характеристики электронной лампы посредством неравномерного распределения тока насыщения вдоль катода. Исследование этого метода оказалось весьма трудной теоретической и экспериментальной задачей, потребовавшей большого числа специальных опытов и предварительных экспериментов. В результате произведенных теоретических расчётов было найдено, условие, которому должно удовлетворять распределение тока насыщения для получения любой заданной характеристики. Для практического осуществления этого метода автор предложил наносить на подогреваемый катод активные окислы не равномерно, а так, чтобы ширина слоев окислов, в зависимости от расстояния данной точки от начала или средины катода, подчинялась определённой закономерности. Эти теоретические выводы были проверены экспериментально, и впервые были изготовлены триоды, характеристики которых действительно линейны, а не приближенные к ним, как в обычных лампах.

### Научные исследования в ЛИКИ в 1950-е годы
В последние годы жизни, внимание Виктора Иосифовича Волынкина привлекли вопросы расчета сложных электрических цепей, включающих в своем составе как линейные так и нелинейные элементы. Как известно, в случае, например, измерительного моста, одно из плеч которого выполнена посредством нелинейного прибора, например, электронной лампы, работающей на нижнем загибе её характеристики, величина тока в измерительной диагонали может быть рассчитана только посредством весьма громоздких и длительных вычислений. Виктор Иосифович Волынкин предложил новый весьма изящный и простой графоаналитический способ расчета такой системы, позволяющий не только определить искомый ток, но и подобрать оптимальный режим работы как самого нелинейного элемента, так и моста в целом. Этот графоаналитический метод может быть без труда распространен на многие сложные цепи, составленные из линейных и нелинейных элементов.
Решение этой частной задачи привело Виктора Иосифовича к формулировке новой общей теории, относящейся как к линейным, так и к нелинейным цепям, а именно: «Любая сложная электрическая система с любым количеством генераторов и с любыми зависимостями между напряжениями и силой тока приемников энергии может быть заменена одним эквивалентным генератором, внешняя характеристика которое является функцией тока и времени».
Эта теорема является дальнейшим обобщением одной из основных теорем электротехники Тевенина-Гельмгольца. Применение этой теоремы к цепям постоянного тока уже значительно облегчило расчет таких устройств, как нелинейные мосты, логарифмические усилители и т. п. В дальнейшем Волынкин работал над применением этой теоремы к цепям переменного тока.

### Педагогическая и общественная деятельность
В 20-х годах прошлого века в учебный план ЛЭТИ был включен впервые в мировой практике новый курс под названием «Расчет и конструкция электронных ламп». Виктору Иосифовичу Волынкину была поручена подготовка и чтение этого курса. В связи с этим им была разработана стройная теория накаливаемого катода, теория переходных процессов в накаливаемых проводниках и методика определения основных размеров электронных ламп по заданным параметрам.
Особенно плодотворная педагогическая деятельность Виктора Иосифовича осуществлялась в Ленинградском институте киноинженеров, с которым он был связан с 1931 года и до конца своих дней жизни.
В начале лета 1931 г. Волынкин становится на постоянной основе преподавателем Ленинградского института киноинженеров. В декабре 1932 году он организовал и возглавил кафедру электротехники слабых токов, в дальнейшем кафедра специальной электроники (с 1950 г.), и с тех пор неизменно являлся заведующим этой кафедрой. С сентября 1937 г. по 1941 г. он декан электротехнического факультета.
29 октября 1934 года В. И. Волынкину была присвоена степень кандидата технических наук без публичной защиты диссертации. В 1940 году В. И. Волынкин приступил к написанию докторской диссертации на тему «Проблема электронной лампы с заданной характеристикой».
Начиная с 1931 года, Виктор Иосифович Волынкин ведет большую и многогранную работу в Комитете по делам изобретений по экспертизе поступавших изобретений. Одновременно, он в течение ряда лет помещает в журнале «Телеграфия и телефония без проводов» (ТиТбП), обширные обзоры авторских свидетельств и патентов, выданных комитетом.
Великая Отечественная война, к сожалению, остановила столь успешно начатые научные работы В. И. Волынкина. Впоследствии большая педагогическая и административная нагрузка не позволила Виктору Иосифовичу Волынкину продолжить его научные изыскания. Этому помешала также целая цепь обстоятельств, включая гонения на кибернетику в СССР.
Многие специалисты отечественной радиопромышленности с большой теплотой отмечали яркую педагогическую деятельность Виктора Иосифовича Волынкина. Сохранились некоторые любопытные документы, в которых отражены отзывы бывших его учеников.
Известный ученый Аксель Иванович Берг, будучи членом-корреспондентом АН СССР, в 1944 г. писал, что Виктор Иосифович Волынкин более 20 лет тому назад являлся его учителем. По отзыву Берга: «В. И. Волынкин является талантливым педагогом. Методичность и последовательность его лекций, а также их глубокое содержание всегда обеспечивали приобретение студентами солидных знаний».
Член-корреспондент АН СССР профессор Александр Николаевич Щукин также дает исключительно высокую оценку научной и педагогической деятельности Виктора Иосифовича Волынкина. Он пишет, что В. И. Волынкин «будучи крупным ученым работником в области вакуумной техники, одновременно с этим является создателем курсов вакуумной техники в ряде ВТУЗов. Под руководством Виктора Иосифовича Волынкина выросли и получили теоретическую подготовку многочисленные кадры советских радиоинженеров».
Если ещё добавить, что теорию электронных ламп Виктор Иосифович Волынкин читал в Военно-Морской академии, на курсах повышения квалификации в Государственном оптическом институте и в других организациях, то станет вполне очевидным тот большой круг специалистов электровакуумной и радиотехнической техники, которые считают себя в той или иной степени учениками Виктора Иосифовича.

## Адреса в Петрограде — Ленинграде
- 1930—1953 — улица Марата, 72, кв. 7 (Дом Бажанова)[4].

### Список основных научных трудов
- Волынкин В. И. Неустановившийся режим трансформатора//Известия Петроградского Политехнического института. 1916. Отдел техники. Т. 26. С. 255—279.
- Волынкин В. И. Неустановившийся режим трансформатора//Электричество 1918 г. № 58. С. 58—64.
- Циклинский Н. Н., Волынкин В. И. К вопросу о выборе мощности радиостанции//Телеграфия и телефония без проводов. Декабрь 1925. № 33. С. 550—557.
- Tsiklinsky N.N. and Volynkin V.I. Choice of Power for a Radio Station//Proceedings of the Institute of Radio Engineers. June 1926. Vol. 14. Issue 3. P. 381—389.
- Tsiklinski N.N. et Volynkin V.I. Le choix de la puissance d’une station radiotelegraphigue//Revue generale de L’Electricite. 11 Juin 1927. Tome XXI. № 24. P. 956—960.
- Волынкин В. И. Эмпирическая зависимость электронной эмиссии от температуры//Телеграфия и телефония без проводов. Октябрь 1927. Т. 8. № 5 (44). С. 495—508.
- Волынкин В. И. Долговечность идеального катода//Телеграфия и телефония без проводов. 1928. № 46. С. 16—31.
- Волынкин В. И. Долговечность накаленного проводника при переменном режиме//Вестник Электротехники. Раздел 1. Декабрь 1930. № 11—12. С. 324—328.
- Волынкин В. И. Получение заданной характеристики электронной дампы путем неравномерного распределения тока насыщения//Труды Ленинградского института киноинженеров. 1949. Выпуск 2. С. 66—77.

### Список патентов
- Волынкин В. И. Катодная лампа. СССР патент № 1742 от 30 октября 1926 г., заявлен 16 апреля 1923 г.
- Гуров В. А., Волынкин В. И. Устройство для управления высотой тона, получаемого в электромузыкальном катодном приборе. СССР патент № 1891 от 30 ноября 1926 г., заявлен 27 декабря 1922 г.
- Волынкин В. И. Устройство для усиления тока. СССР патент № 5256 от 30 апреля 1928 г., заявлен 20 января 1927 г.
- Волынкин В. И. Способ изготовления диэлектрических масс. СССР патент № 7469 от 31 января 1929 г., заявлен 22 апреля 1926 г.
- Волынкин В. И. Электронная лампа. СССР патент № 9834 от 31 мая 1929 г., заявлен 30 апреля 1926 г.
- Волынкин В. И. Устройство для усиления звука. СССР патент № 27893 от 30 сентября 1932 г., заявлен 23 января 1931 г.

### Авторские свидетельства на изобретение
- Волынкин В. И. Способ компенсации обратного тока при динатронном эффекте в катодных лампах. СССР авторское свидетельство № 29577 от 30 апреля 1932 г., заявлено 18 апреля 1930 г.
- Волынкин В. И. Устройства включения накаливаемых проводников. СССР авторское свидетельство № 21259 от 31 июля 1931 г., заявлено 25 января 1930 г.
- Волынкин В. И. Способ изменения самоиндукции. СССР авторское свидетельство № 28250 от 30 ноября 1932 г., заявлено 7 января 1931 г.
- Волынкин В. И. Способ и устройство для изменения механической инерции движущихся масс. СССР авторское свидетельство № 30363 от 31 мая 1933 г., заявлено 23 марта 1931 г.
- Волынкин В. И. Электронная или ионная лампа. СССР авторское свидетельство № 43090 от 31 мая 1935 г., заявлено 23 июля 1933 г.
- Волынкин В. И. Способ изготовления основы мозаичного фотоэлемента. Способ и устройство для изменения механической инерции движущихся масс. Авторское свидетельство № 37200 от 30 июня 1934 г., заявлено 9 января 1934 г.
- Волынкин В. И. Шкала для радиоприемников. Авторское свидетельство № 50342 от 31 января 1937 г., заявлено 22 июня 1936 г.